# Direct Drive-turbine
Bij een Direct Drive-windturbine wordt het vermogen van de rotor (de wieken) direct overgedragen aan de generator zonder tussenkomst van een tandwielkast.